# Grönland (Schiff)
Die Grönland ist das älteste heute noch segelnde Seeschiff Deutschlands und ehemaliges Forschungsschiff. 1867 in Norwegen gebaut, war die Grönland 1868 das Schiff der Ersten Deutschen Nordpolar-Expedition. Sie gehört mittlerweile zur Flotte des Deutschen Schifffahrtsmuseums in Bremerhaven.
Museum und Museumsflotte wurden 2005 unter Bremer Denkmalschutz gestellt.

## Geschichte
Sie wurde 1867 als Robbenfänger von Toleff Toleffsen in Skanevik in Norwegen für die Küstenschifffahrt gebaut. Sie gehört zum Typ Nordische Jagt, der bis um 1900 in großer Zahl gebaut wurde. Der Bug war für seine Aufgabe speziell gegen das Packeis verstärkt.

### Arktisexpedition
1868 kaufte Kapitän Carl Koldewey das Schiff für die Erste Deutsche Nordpolar-Expedition und taufte es auf den Namen Grönland. Am 24. Mai 1868 stach es vom norwegischen Bergen aus in See. Die Expeditionsfahrt führte Schiff und Mannschaft auf 81° 4' 30'' N. Das war damals der nördlichste zu Schiff erreichte Punkt und ist bis heute noch immer der nördlichste per Segelschiff ohne Hilfsantrieb erreichte. Die Fahrt führte zurück über Bergen und am 10. Oktober 1868 lief die Grönland zum ersten Mal in Bremerhaven ein. Für die Zweite Deutsche Nordpolar-Expedition 1869 erachtete man die Grönland als zu klein, weshalb sie 1871 nach Norwegen zurück verkauft wurde.

### 1871 bis 1970
Zwischen 1871 und 1970 war das Boot als Küstensegler, Fischerboot, Robbenfänger und Freizeitschiff bei verschiedenen Eignern in Norwegen. 1917 wurde es in ein Motorschiff umgebaut.

### Museumsschiff
In den 1970er Jahren plante der Norweger Björn Hansen, die Grönland aufgrund ihrer Bedeutung in der Polarforschung in sein privates Schifffahrtsmuseum aufzunehmen. Die Grönland geriet jedoch ins Hintertreffen gegenüber der Gjøa – Roald Amundsens Expeditionsschiff bei der Entdeckung der Nordwestpassage 1906.
Zwischen 1970 und 1973 wurde es von seinem Eigner Egil Björn-Hansen als Museumsschiff rekonstruiert und danach vom Deutschen Schifffahrtsmuseum erworben. Im Herbst 1972 gelang es Gert Schlechtriem als Direktor des Deutschen Schifffahrtsmuseums, eine Vereinbarung über den Kauf mit Egil-Björn-Hansen aus Oslo zu verhandeln. Der Kaufvertrag wurde am 26. Januar 1973 in Bremerhaven besiegelt. Der Kaufpreis betrug 120.000 DM.

#### Restaurierung

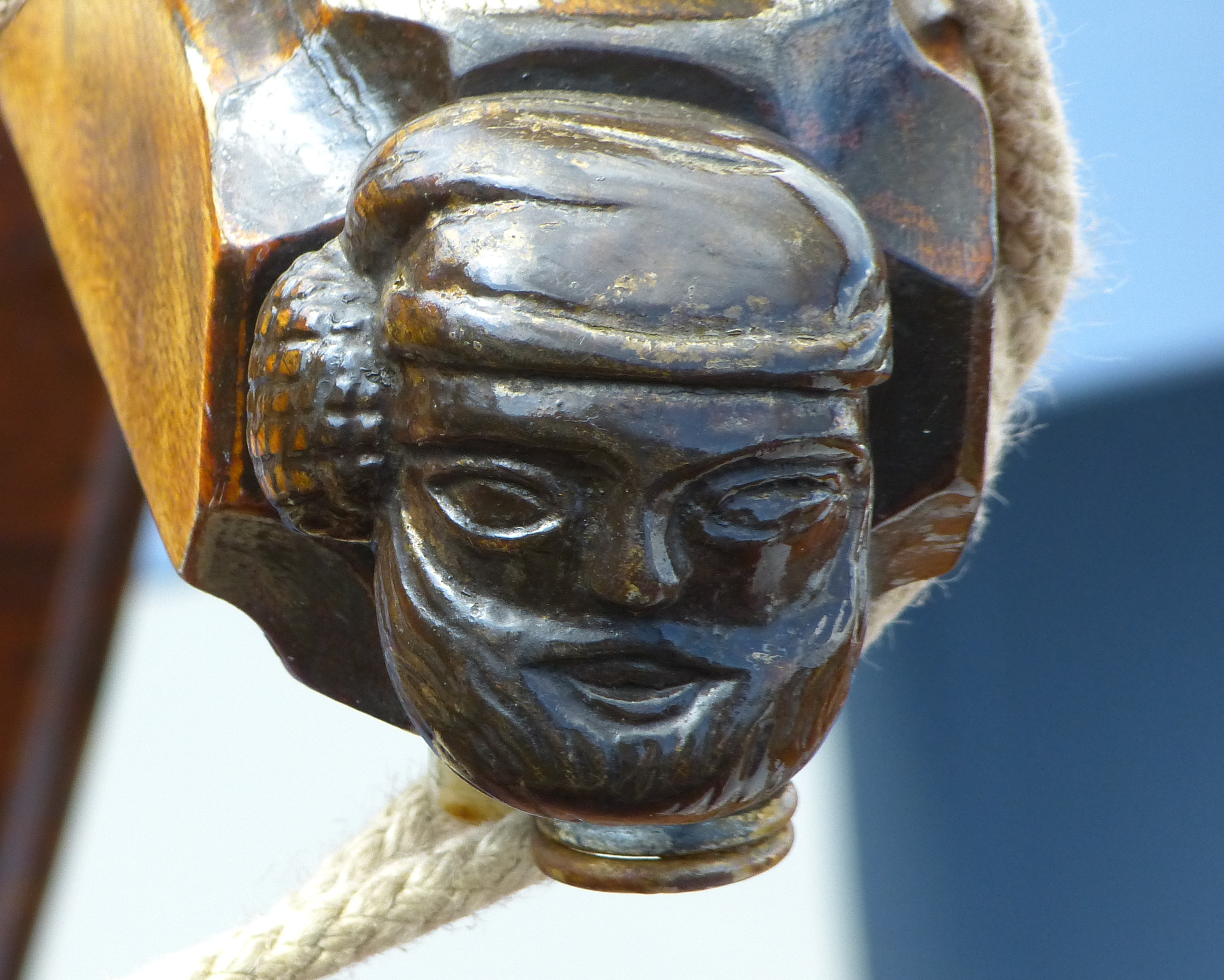
Detail (Zier an der Pinne)

Inzwischen war das Schiff von Kiel nach Heiligenhafen zur Bootswerft Sakuth geschleppt worden, wo in den nächsten Monaten der Schiffsrumpf für die Überführung nach Bremerhaven vorbereitet wurde. Takler von den Howaldtswerken in Kiel bearbeiteten das Rigg.
Die Bundesmarine stiftete nicht mehr benötigte Segel von der Gorch Fock, welche die Segelmacherei Hinsch aus Glückstadt für das Expeditionsschiff verwenden konnte. Das neue Großsegel stammte aus der Spende eines Kaufmanns aus Bremerhaven. Als fachmännischer Berater konnte der norwegische Kapitän Skarpness von der Insel Stord gewonnen werden, der noch auf eigene Segelerfahrungen mit nordischen Jagten zurückgreifen konnte. Konstruktionspläne existierten nicht. Der komplette Innenausbau und die völlige Herstellung der Takelage mit dem stehenden und laufenden Gut konnten erst später in Bremerhaven erfolgen.

#### Heimfahrt
Vom 7. bis zum 9. September 1973 fand die Überführung der Grönland im Schlepp des Seenotrettungskreuzers Theodor Heuss der Deutschen Gesellschaft zur Rettung Schiffbrüchiger von Heiligenhafen nach Elsfleth statt. Probeweise konnten auch schon die Segel gesetzt werden. Kapitän Gustav Wulf leitete mit einer Mannschaft aus Sportseglern die Überführungsfahrt.
Die offizielle Begrüßung mit dem Einlaufen unter Segelzeug von der Wesermündung nach Bremerhaven erfolgte schließlich feierlich am 14. September 1973. Die festliche Einfahrt in den Alten Hafen, dem ältesten Hafenbecken Bremerhavens, fand einen Tag später statt.

### Heutiger Verbleib

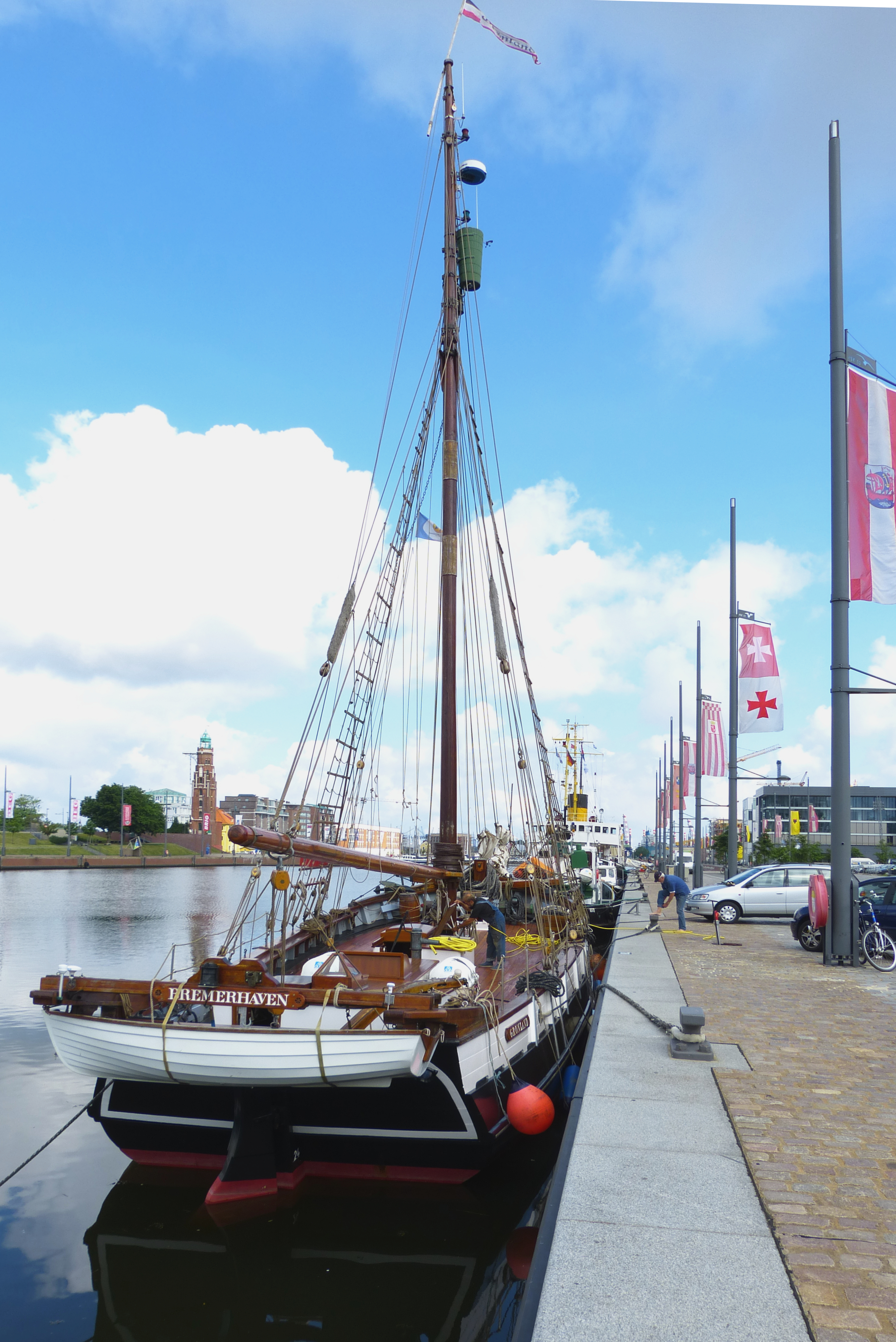
Die Grönland an der Kaje vorm Deutschen Auswandererhaus in Bremerhaven

Heute ist die Grönland Teil der Flotte des Deutschen Schifffahrtsmuseums in Bremerhaven. Bis 2005 wurde es über ein Jahr lang bei der Bültjer Bootswerft saniert und restauriert. Das Schiff entspricht, bis auf einige Anpassungen an moderne Sicherheitsstandards, heute wieder weitgehend dem Bau- und Ausrüstungsstand des Jahres 1868.
Die Grönland ist eines der ältesten noch segelnden deutschen Seeschiffe. Als Traditionsschiff des Deutschen Schifffahrtsmuseums in Bremerhaven ist sie nicht nur ein schwimmendes Denkmal, sondern ihr Betrieb dient zugleich der Erhaltung und Erforschung traditioneller seemännischer Fähigkeiten und Kenntnisse. Sie ist das einzige aktive Museumsschiff des Deutschen Schifffahrtsmuseums. Ihr Liegeplatz befindet sich direkt vor dem Deutschen Auswandererhaus. Eine ehrenamtliche Stammcrew kümmert sich um die Pflege des wertvollen Schiffes. 
Seit Frühjahr 2020 befindet sich die Grönland wegen Arbeiten am hölzernen Schiffsrumpf in einer Werft im dänischen Hvide Sande. Während der Arbeiten stellte sich heraus, dass weitere umfangreichere Arbeiten erforderlich sind, um dieses geschichtsträchtige Schiff zu erhalten. Zeitraubend gestaltete sich die Beschaffung des Holzes und die Klärung der Finanzierung der Arbeiten. Der Förderverein des Deutschen Schifffahrtsmuseums stellt etwa 1 Mio. Euro für die Arbeiten zur Verfügung, der Bund etwa 2 Mio Euro.